# ライゲートの大地主
「ライゲートの大地主」（ライゲートのおおじぬし、The Reigate Squire、The Reigate Squires、The Reigate Puzzle）は、イギリスの小説家、アーサー・コナン・ドイルによる短編小説。シャーロック・ホームズシリーズの一つで、56ある短編小説のうち19番目に発表された作品である。イギリスの『ストランド・マガジン』1893年6月号、アメリカの『ハーパーズ・ウィークリー』1893年6月17日号に発表。同年発行の第2短編集『シャーロック・ホームズの思い出』(The Memoirs of Sherlock Holmes) に収録された。
『ストランド・マガジン』発表時の題名は 「The Reigate Squire（ライゲートの大地主）」だったが、『シャーロック・ホームズの思い出』へ収録されたときに 「The Reigate Squires（ライゲートの大地主たち）」と改題された。アメリカで発行された『ハーパーズ・ウィークリー』では 「The Reigate Puzzle（ライゲートの謎）」となっている。
1927年6月、ドイルは『ストランド・マガジン』に発表した自選12編の中で、「ライゲートの大地主」を第12位に置いている。

## あらすじ
1887年4月、極度の過労で倒れたシャーロック・ホームズはワトスンとともにライゲートへ静養に向かう。
ライゲートで静養中のホームズと、それに付き添ってきたワトスン。静養先のヘイター大佐の家で、ホームズは近くの有力者であるアクトン老人の家に泥棒が押し入ったという話を聞く。ホームズはこの事件に興味を示すが、ワトスンに静養に来ているのだから仕事をしないように、とたしなめられる。
ところが翌朝、大地主のカニンガム老人の家で殺人事件が発生したとの知らせが入る。殺されたのはカニンガム家の馭者を務めているウィリアムという男で、心臓を撃ち抜かれていたということだった。ウィリアムは何も言わずに息を引き取ったが、手の中に手紙の切れ端と思われる紙片を握りしめていた。アクトン家とカニンガム家は、土地の所有権について係争中だった。この両家に押し入った強盗犯は、同一人物だろうと考えられていた。カニンガム親子は、ウィリアムと犯人がもみ合っているうちにピストルが発射される音がしたこと、そのあとで屋敷から逃げ去る犯人も見たと証言していた。ホームズはウィリアムが持っていた紙片を丹念に調べたあと、カニンガム家へ向かった。
ホームズとワトスン、ヘイター大佐と警官がカニンガム家に集まった。事件の状況を考えてみると、カニンガム親子がまだ起きていて、二つの部屋に明かりがついているときに泥棒が押し入ったことが、ホームズには腑に落ちなかった。また、泥棒が逃げたというあたりには、それらしい足跡も発見できなかった。カニンガム家の召使たちからも話を聞き、屋敷の内外を一通り見たあとで、ホームズ一行はカニンガム老人の部屋に案内された。そこでホームズは、事件解決を請け負うための契約書を老人に渡すが、その記載内容が間違っていると言われた。ならば書き直してほしいとホームズが言うと、老人は自らの手でそれを修正した。この様子を見たワトスンは、静養中のホームズは本来の調子ではなく、頭の働きも鈍くなっているので、この事件の解決は荷が重すぎるのではないかと考えた。部屋の中を歩いていたホームズは、うめき声をあげてよろめき、果物を盛っていたテーブルをひっくり返してしまう。みんなで落ちた果物を片づけている間に、ホームズの姿は消えてしまっていた。カニンガム親子が探しに行ったが、突然「助けてくれ!」というホームズの叫び声が聞こえてきた。ワトスンたちが駆けつけると、カニンガム親子がホームズを締め上げているのだった。息子はホームズの体に馬乗りになり、老人はホームズの手を開いて何かを奪おうとしていた。
助け出されたホームズの手には、殺されたウィリアムが握っていた紙片の残りの部分があった。それは洋服入れに掛けられていた服のポケットに入っていた。紙片に書かれた文字の筆跡は、先ほどカニンガム老人に書き直してもらった契約書の筆跡と一致した。事件の真相はこうだった。アクトン老人の家に侵入したのはカニンガム親子で、その目的は土地の所有権に関する書類を盗み出すことであった。それは裁判を有利に進めるために必要だった。それに気づいてカニンガム親子を強請ってきたウィリアムの口を塞ぐために、手紙を書いておびき出し、ピストルで射殺したのだ。犯人が逃げる姿を見たというのも親子による偽証であるが、強盗の噂はかえって殺人の捜査を煙に巻くのにちょうど良い目くらましとして活用されたのであった。カニンガム親子は、手紙は回収したと思っていたのだが、破れた一部をウィリアムが握っていたのは誤算だった。老人の部屋で、よろめいてテーブルから果物を落としたのも、ホームズがわざと行った目くらましだったのだ。事件を解決したホームズは、「静養は大成功だった。これで元気になってベイカー街へ帰れる」と言った。